# MMORPG
MMORPG (eng. massively multiplayer online role-playing game) je pokrata za „masovnu mrežnu igru igranja uloga”.
MMORPG je potekao iz besplatnih sveučilišnih tekstovnih igrara oblika MUD (Multi-User Dungeon). Prvi komercijalni tekstovni MMORPG bio je Islands of Kesmai iz 1984., čiji su autori bili John Taylor i Kelton Flinn sa Sveučilišta u Virginiji. Sat igranja Islands of Kesmai koštao je 12 dolara na CompuServeu.  
Prvi grafički MMO s interaktivnom okolinom bio je Habitat (kasnije poznat i pod imenom Club Caribe), koji je 1986. godine LucasArts predstavio korisnicima Quantum Linka za računala Commodore 64. Iako nije bio RPG, u Habitatu su igrači mogli međusobno komunicirati i razmjenjivati predmete u igri. Iako prilično jednostavnih mogućnosti, Habitat je u to vrijeme bio revolucionaran i udario je temelje za sve tada nadolazeće igre iz žanra. 
Prvi grafički i punokrvni MMORPG bio je Neverwinter Nights iz 1991. godine autora Dona Daglowa i Cathryn Matagne. Neverwinter Nights zaživio je na America Online-u (AOL) 1991. godine i vrtio se sve do 1997. godine. Sat igranja Habitata (Club Caribea) i Neverwinter Nightsa koštao je 6 dolara.  
Današnje najpopularnije igre tog žanra su Lineage 2, World of Warcraft, Guild Wars, Age of Conan: Hyborian Adventures, Warhammer Online: Age of Reckoning, Aion, Fallen Earth i RuneScape.

## Primjeri
- Gods & Heroes: Rome Rising
- World of Warcraft
- eRepublik